# Лейквью-Норт (Вайоминг)
Ле́йквью-Норт (англ. Lakeview North) — статистически обособленная местность, расположенная в округе Платт (штат Вайоминг, США) с населением в 77 человек по статистическим данным переписи 2000 года.

## География
По данным Бюро переписи населения США, статистически обособленная местность Лейквью-Норт имеет общую площадь в 2,33 квадратных километров, водных ресурсов в черте населённого пункта не имеется.

## Демография
По данным переписи населения 2000 года, в Лейквью-Норте проживало 77 человек, 23 семьи, насчитывалось 32 домашних хозяйств и 34 жилых дома. Средняя плотность населения составляла около 34,5 человек на один квадратный километр. Расовый состав Лейквью-Норта по данным переписи распределился следующим образом: 97,40 % белых, 2,60 % — представителей смешанных рас.
Из 32 домашних хозяйств в 37,5 % — воспитывали детей в возрасте до 18 лет, 68,8 % представляли собой совместно проживающие супружеские пары, в 3,1 % семей женщины проживали без мужей, 28,1 % не имели семей. 25,0 % от общего числа семей на момент переписи жили самостоятельно, при этом 9,4 % составили одинокие пожилые люди в возрасте 65 лет и старше. Средний размер домашнего хозяйства составил 2,41 человек, а средний размер семьи — 2,91 человек.
Население статистически обособленной местности по возрастному диапазону по данным переписи 2000 года распределилось следующим образом: 26,0 % — жители младше 18 лет, 2,6 % — между 18 и 24 годами, 31,2 % — от 25 до 44 лет, 35,1 % — от 45 до 64 лет и 5,2 % — в возрасте 65 лет и старше. Средний возраст жителей составил 43 года. На каждые 100 женщин в Лейквью-Норте приходилось 92,5 мужчин, при этом на каждые сто женщин 18 лет и старше приходилось 96,6 мужчин также старше 18 лет.
Средний доход на одно домашнее хозяйство в статистически обособленной местности составил 51 042 доллара США, а средний доход на одну семью — 51 458 долларов. При этом мужчины имели средний доход в 51 250 долларов США в год против 26 250 долларов среднегодового дохода у женщин. Доход на душу населения в статистически обособленной местности составил 20 245 долларов в год. Все семьи Лейквью-Норта имели доход, превышающий уровень бедности, 13,6 % от всей численности населения находилось на момент переписи населения за чертой бедности, при том все жители младше 18 и старше 65 лет имели совокупный доход, превышающий прожиточный минимум.